# Rio Achiguate
Rio Achiguate é um rio centro-americano da Guatemala.